# Galaxia de Maisie
La galaxia de Maisie (también conocida como CEERS J141946.36+525632.8) es una galaxia distante ubicada a z=11.4, que existió 390 millones de años después del inicio del Universo.

## Antecedente
Descubierta en 2022 por el telescopio James Webb (JWST) en el campo CEERS, la galaxia de Maisie tiene una alta tasa de formación de estrellas. Lleva el nombre de la hija de la persona que descubrió la galaxia.
En febrero de 2023, los equipos del proyecto CEERS siguieron a algunos de sus candidatos de alto corrimiento al rojo con el instrumento NIRSpec (espectrógrafo de infrarrojo cercano) del observatorio para medir corrimientos al rojo precisos. Se confirmó que un candidato (la galaxia de Maisie) tiene un corrimiento al rojo de 11.4 (cuando el Universo tenía 390 millones de años de edad), mientras que el segundo candidato principal de esas observaciones resultó tener un corrimiento al rojo mucho más bajo, de 4.9 (cuando el Universo tenía 1.200 millones de años.)